# 二葉 (狗)
二葉（日语：二葉）是日本的一隻雌性柴犬，2011年6月通過測試，成為日本首隻柴犬警犬。2013年轉行成為搜救犬。

## 生平
二葉體重11公斤、長50厘米。2011年6月，牠通過測試，成為岡山縣警局的警犬。柴犬雖然個性忠實，但對於詳細的指令反應不夠靈敏，因此日本警方此前皆未採用柴犬作為警犬，二葉是第一隻成為警犬的柴犬。上任後，牠的主要職責是尋找迷路的老人，在兩年任內，牠共執行任務13次。在這期間亦有改編自牠事蹟的書籍出版。
2013年6月，牠從警犬職位卸任，成為搜救犬。這也是日本歷史上首次由日本犬擔任搜救犬。

## 延伸閱讀
- 久戸瀬 邦子（監修）. シーバ編集部 , 编. . 辰巳出版. 2011. ISBN 978-4777809806.
- 秋山みつ子; 秋元良平. . メディアファクトリー. 2012. ISBN 978-4840145893.